# Соснин, Борис Яковлевич
Борис Яковлевич Соснин (1909—1986) — советский хозяйственный, государственный и политический деятель.

## Биография
Родился в 1909 году в Перми. Член КПСС.
С 1927 года — на хозяйственной, общественной и политической работе. В 1927—1972 гг. — электромонтер, чертежник-конструктор, конструктор, заведующий техбюро цеха на Московском з-де «Геофизика», технолог, старший мастер, начальник цеха, начальник производства
з-да № 19 Минавиапрома в Перми, директор Пермского завода № 33 им. М. И. Калинина, директор Омского авиамоторостроительного завода № 29 им. П. И. Баранова, главный инженер управления машиностроения Омского совнархоза, начальник Омского моторостроительного КБ.
Умер в Омске в 1986 году. Похоронен на Старо-Северном кладбище.